# Фаланстер

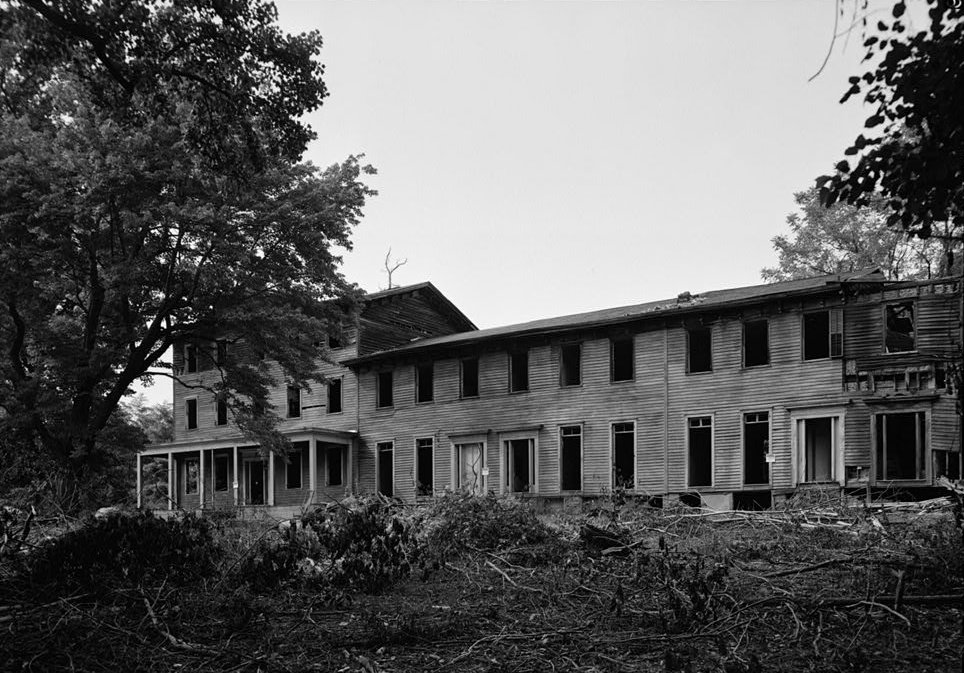
Фаланстер Североамериканской фаланги в Нью-Джерси

Фалансте́р — в учении утопического социализма Шарля Фурье дворец особого типа, являющийся центром жизни фаланги — самодостаточной коммуны из 1600—1800 человек, трудящихся вместе для взаимной выгоды. Сам Фурье из-за отсутствия финансовой поддержки так и не смог основать ни одного фаланстера, но некоторым его последователям это удалось. Однако ни одна фаланга не просуществовала дольше 12 лет.

## Устройство
Фурье видел фаланстер, как специально устроенное здание, способное сочетать в себе черты как городской, так и сельской жизни.
Фаланстер состоит из трёх частей — центральной и двух крыльев. Центральная часть отведена для отдыха и интеллектуального труда. Там расположены столовые, гостиные, библиотеки и студии. В одном из крыльев размещаются мастерские и прочие помещения для шумных видов деятельности. Там же находятся и детские комнаты, ввиду того, что дети шумят во время игр. Другое крыло спроектировано как большая гостиница с бальными залами и холлами для встреч с гостями. Предполагается, что гости должны заплатить за возможность увидеться с членами фаланги. Эти взносы должны будут поступить в казну фаланги, чтобы поддержать её автаркическую экономику. Также в фаланстере есть множество частных квартир и общественных мест.

## Реализация
- Улей (фр. La Ruche) — знаменитый парижский фаланстер, созданный в 1902 году выдающимся скульптором и меценатом Альфредом Буше.
- В конце XIX века в городе Гизе на севере Франции был построен жилой комплекс Фамилистер, основанный на принципах Шарля Фурье.
- В 1847 году помещик и общественный деятель М. В. Петрашевский построил для своих крепостных фаланстер по Фурье. В том же году крестьяне подожгли фаланстер.
- Румынский землевладелец Эманоил Бэлэчану, увлёкшись идеями утопического социализма, в 1835—1837 годах содержал с освобождёнными крестьянами фаланстер, позже разогнанный властями.

## Фаланстеры в культуре
- В сатирическом Романе М. Е. Салтыкова-Щедрина «История одного города» летописец повествует, что если бы Бородавкин правил в Глупове подольше, то, должно быть, выстроил бы там фаланстер.
- О фаланстере в романе Ф. М. Достоевского «Преступление и наказание» говорил Разумихин, друг Раскольникова, в квартире у Порфирия Петровича.
- О фаланстере в романе Ф. М. Достоевского «Бесы» говорит хроникёр в связи с Липутиным (согласно хроникёру, мечтавшим о реализации фаланстера в их губернии) и Шигалёвым (по словам хроникёра, точно знавшим, когда это сбудется).[1]
- В романе Н. Г. Чернышевского «Что делать?» Вера Павловна видит фаланстер в четвёртом сне.
- В романе Виктора Пелевина «Смотритель» фаланстеры — часть образовательной системы, связанной с монастырями.
- В честь фаланстера назван гуманитарный книжный магазин в Москве, продающий, в частности, современную левую политическую литературу.
- Эмиль Золя в романе «Дамское счастье» называет торговый дом «Дамское счастье» фаланстером.